# 120735 Ogawakiyoshi
A 120735 Ogawakiyoshi (ideiglenes jelöléssel 1997 TD11) a Naprendszer kisbolygóövében található aszteroida. Hiroshi Abe fedezte fel 1997. október 7-én.
A bolygót Kiyoshi Ogawa-ról (1957–), a Matsue Csillagászati Klub egyik tagjáról nevezték el.